# Billund

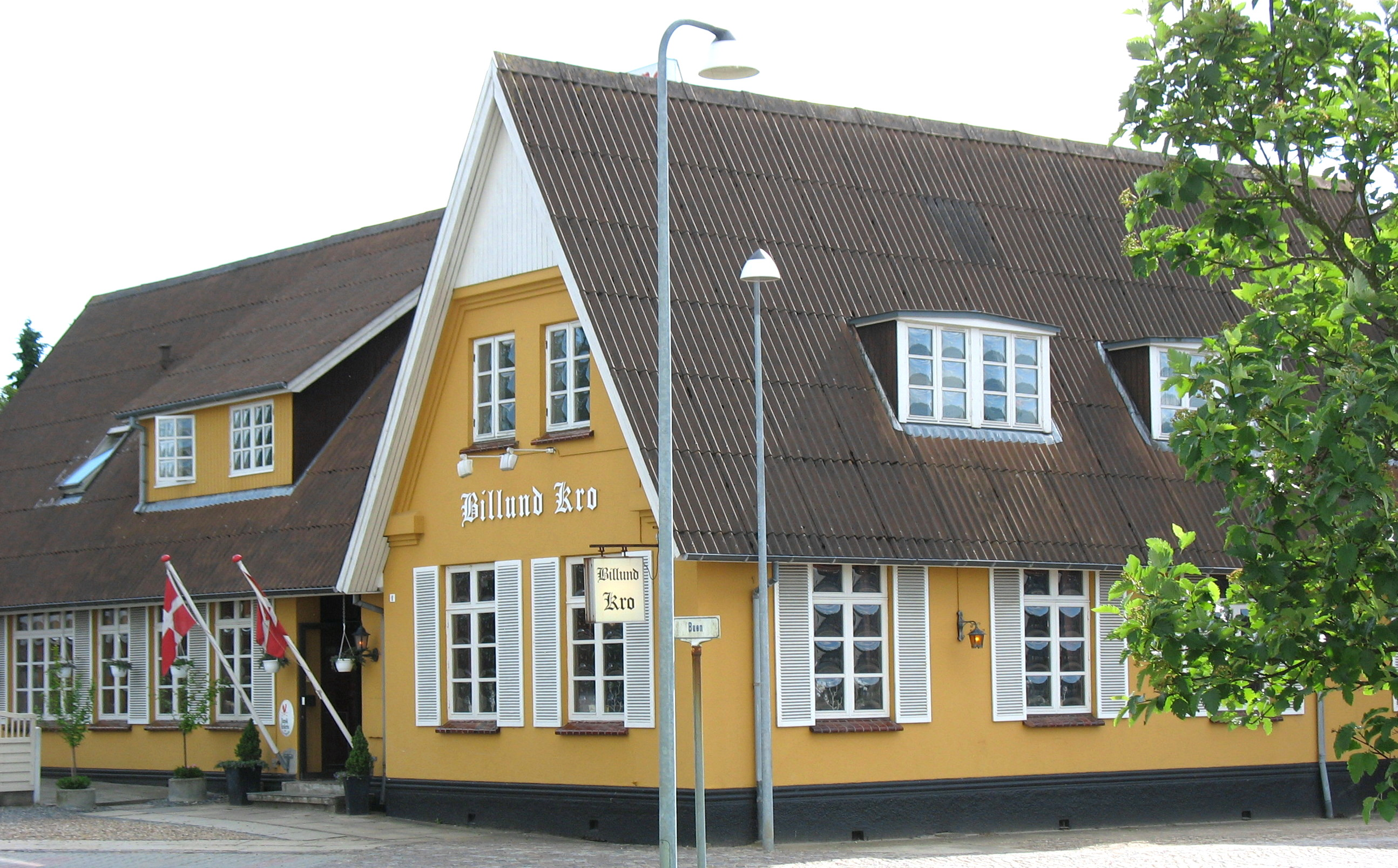
Restaurant, Billund

Billund este un oraș cu un număr de 6.034 de locuitori, situat în regiunea din sudul peninsulei Jütland, Danemarca. Localitatea a devenit renumită prin sediul producerii de jocuri LEGO și parcul de agrement Legoland.

## Date geografice
Billund se află la o depărtare de ca. 13 km de Grindsted, 56 km de Esbjerg  și 27 km de Vejle. Orașul are un aeroport internațional cu o pistă de aterizare cu lungimea de 3100 m.